# 314
Правління Костянтина Великого у Римській імперії. У Китаї править династія Західна Цзінь, в Японії триває період Ямато. У Персії править династія Сассанідів.
На території лісостепової України Черняхівська культура. У Північному Причорномор'ї готи й сармати.

## Події
- 8 жовтня у битві при Кибалі Костянтин Великий здобуває перемогу над Ліцинієм. Ліциній втрачає всі Балкани, крім Фракії.
- Два августи, Костянтин Великий і Ліциній, розпочали неуспішні переговори.
- Святий Олександр стає єпископом у Візантії.

## Народились
- Лібаній

## Померли
- Мільтіад, папа римський.
- Гермон